# Hamilton (Bermuda)

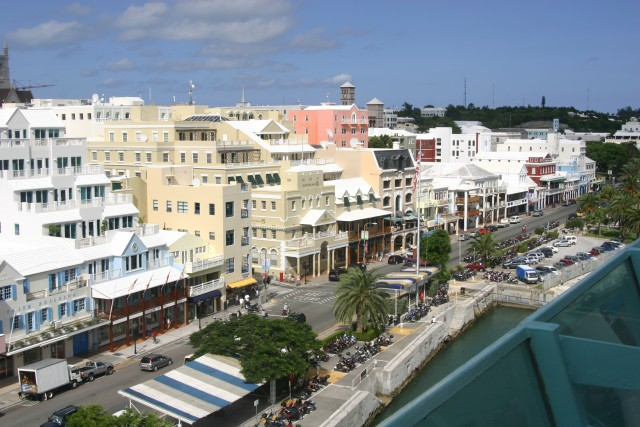
A Câmara Municipal de Hamilton (edifício partilhado com a Bermuda National Gallery).

A cidade de Hamilton é a capital das ilhas Bermudas, um pequeno arquipélago do Atlântico noroeste. Apesar de existir uma paróquia (parish) com o mesmo nome, a cidade de Hamilton fica situada na parish de Pembroke. A cidade recebeu o nome do primeiro governador das Bermudas, Sir Henry Hamilton.
Apesar do seu estatuto como capital, Hamilton tem uma população permanente de apenas 15 000 habitantes, já que dentro dos seus limites administrativos se situam maioritariamente edifícios administrativos e comerciais, incluindo as sedes dos bancos e seguradoras que constituem o principal pilar da economia bermudiana.
Hamilton é oficialmente a única cidade das Bermudas, embora seja menos populosa que a capital histórica da ilha, a vila de Saint George.
Hamilton é uma zona franca, concedendo isenção quase total de direitos aos navios que frequentam o seu porto em operações com o exterior e sobre os lucros das empresas com sede no seu território.
Devido à enorme presença de população de origem açoriana na cidade, anualmente é organizada e realizada uma procissão solene em honra da devotada imagem do Senhor Santo Cristo dos Milagres que atravessa as principais avenidas e ruas de Hamilton.

## História
A história de Hamilton começou em 1790 quando o governo da colónia reservou 145 acres (587,000 m²) de terreno para construção da futura sede do Governo das Bermudas. A povoação foi elevada a cidade em 1793 por um acto legislativo do Parlamento.

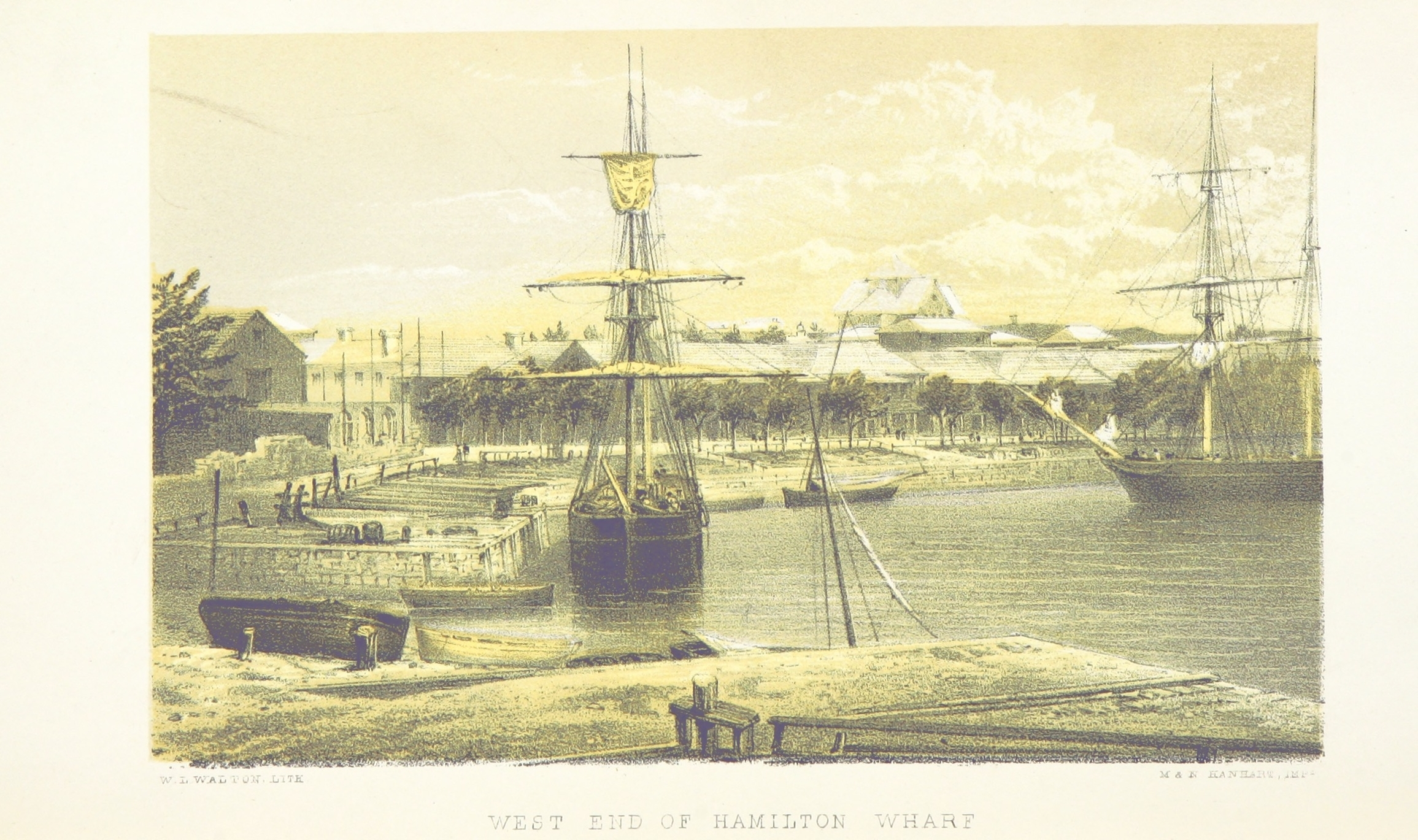
Extremidade oeste de Hamilton Wharf, 1857
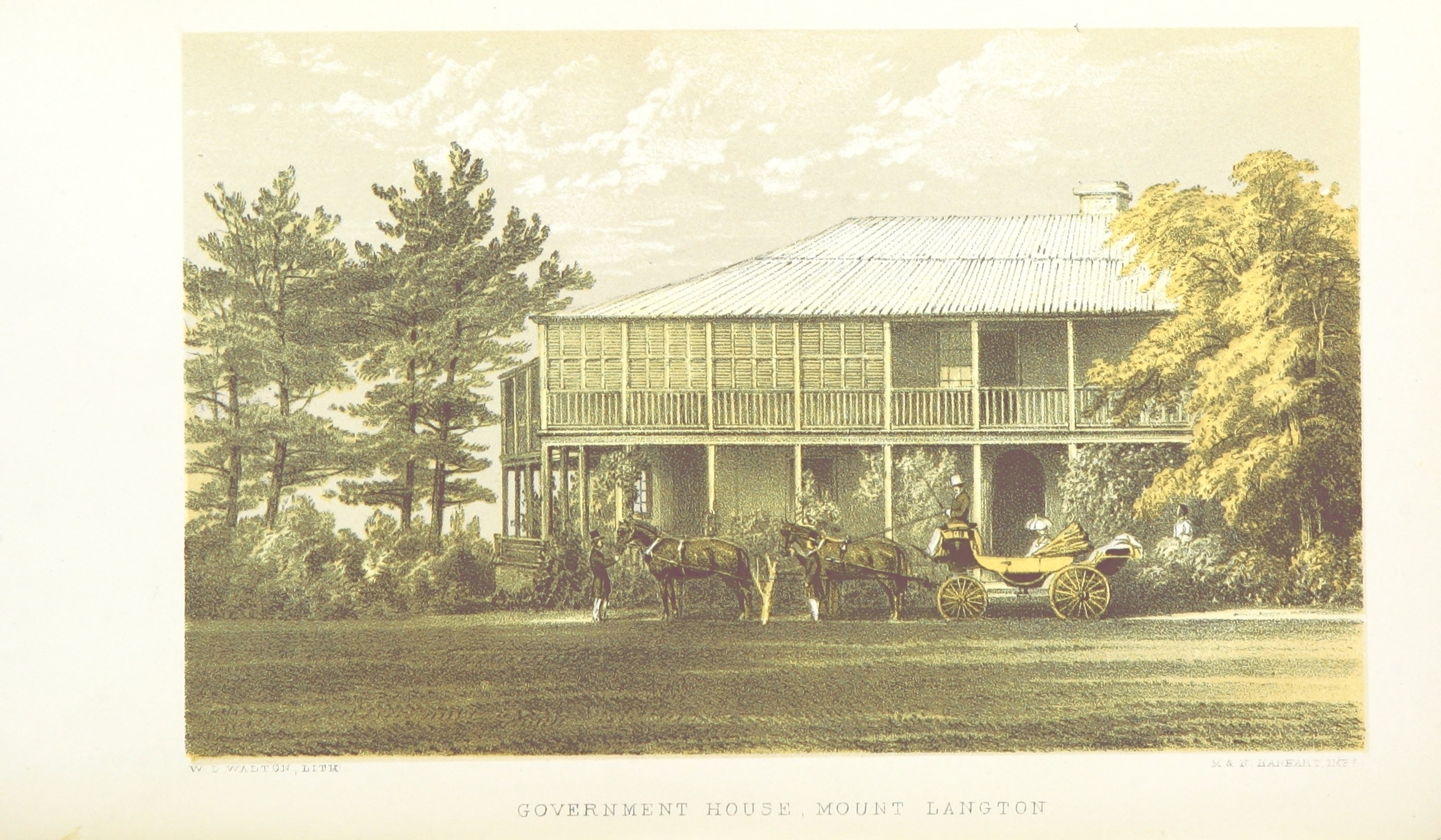
Antiga Casa do Governo, Mount Langton, 1857
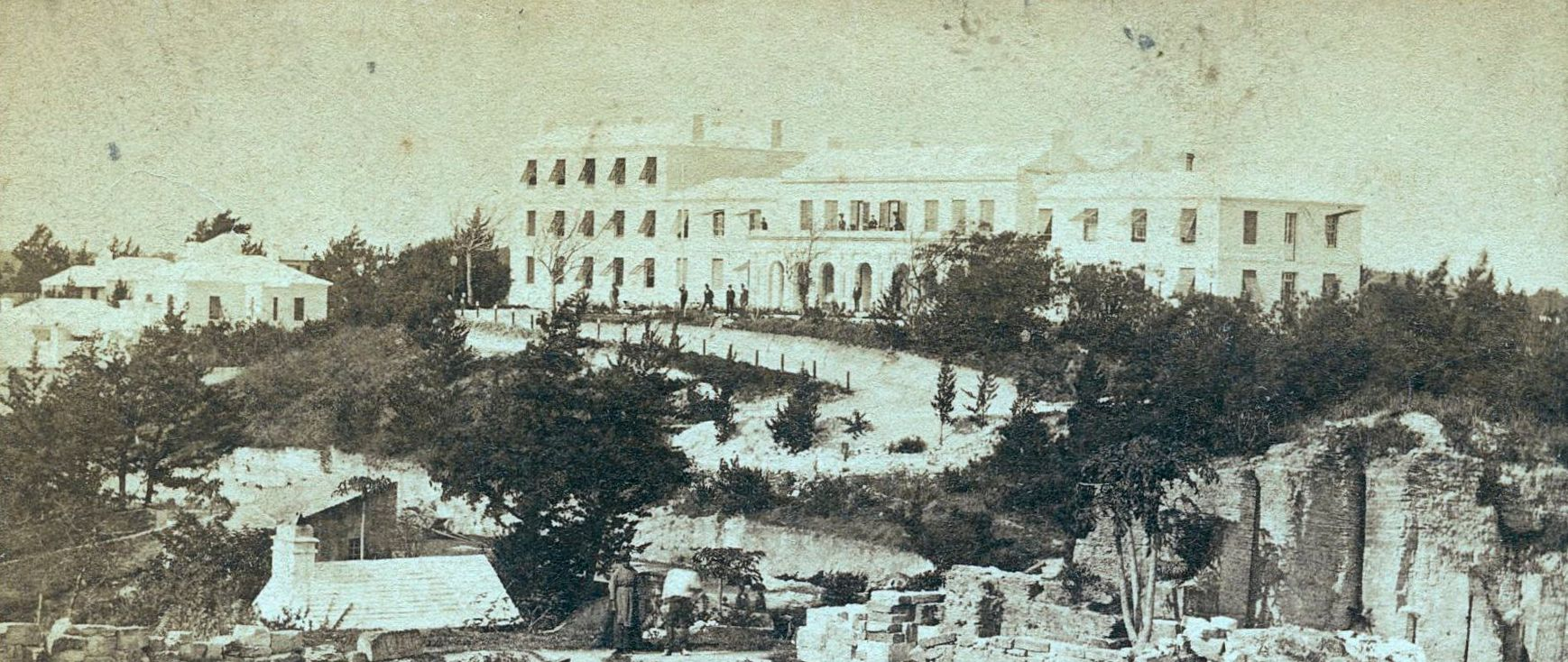
O Hamilton Hotel em 1875
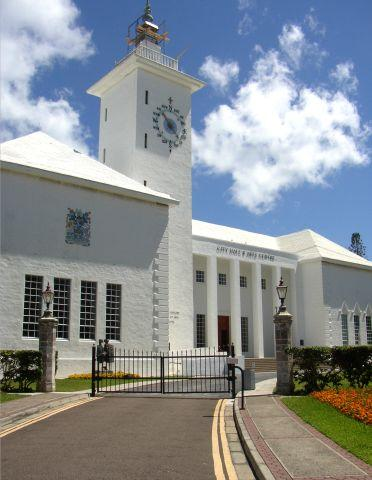
Câmara Municipal de Hamilton
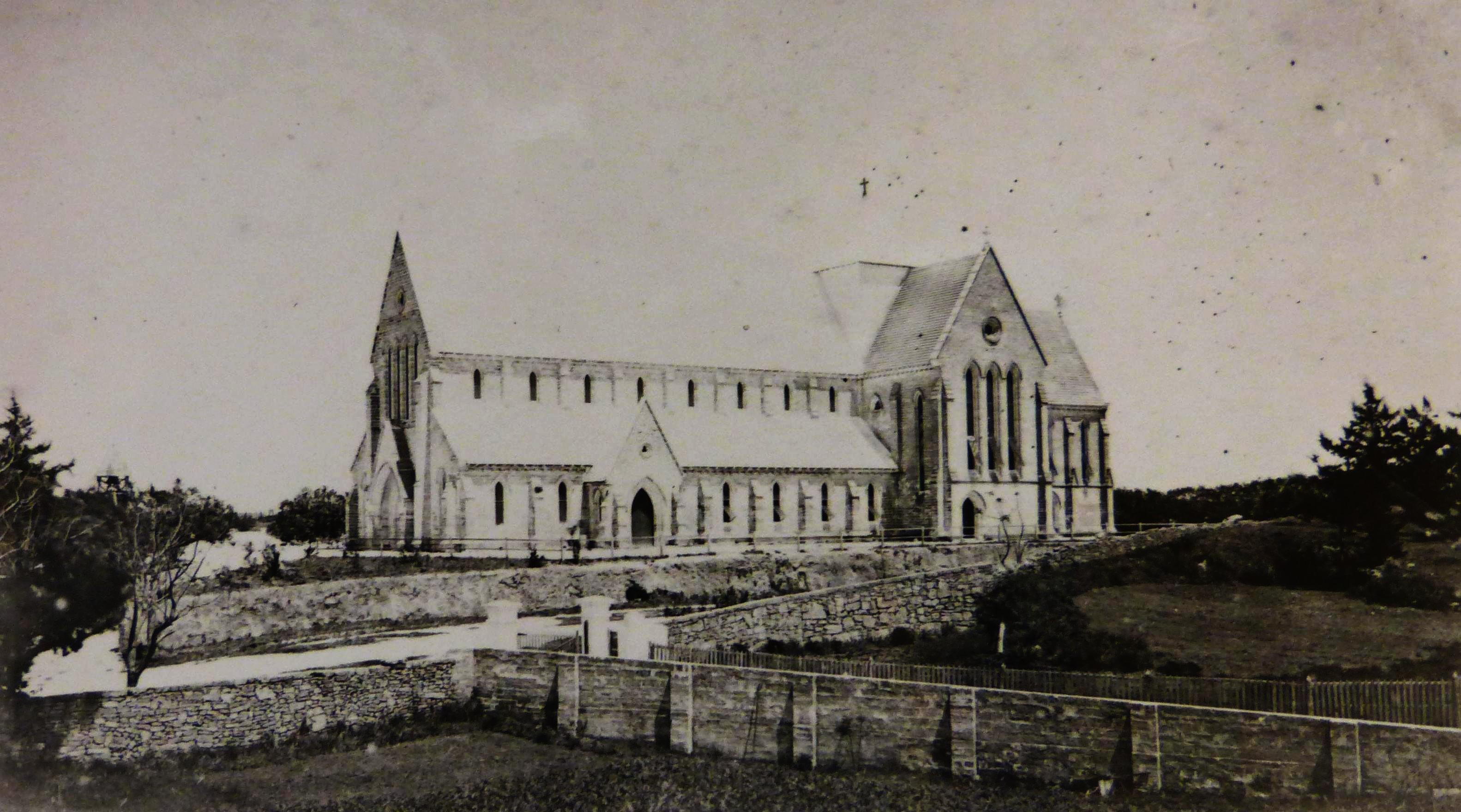
Capela do conforto da "Igreja da Trindade" em 1879
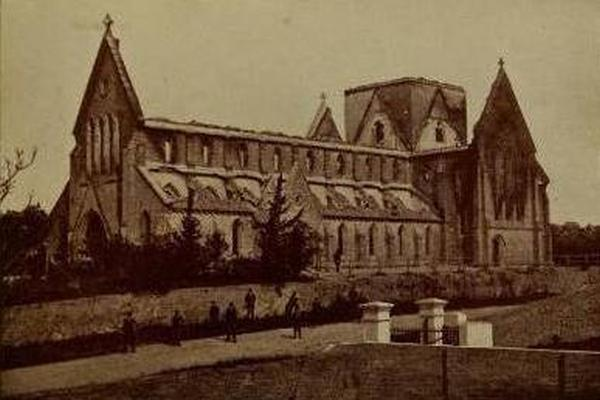
Igreja da Trindade após o incêndio de 1884
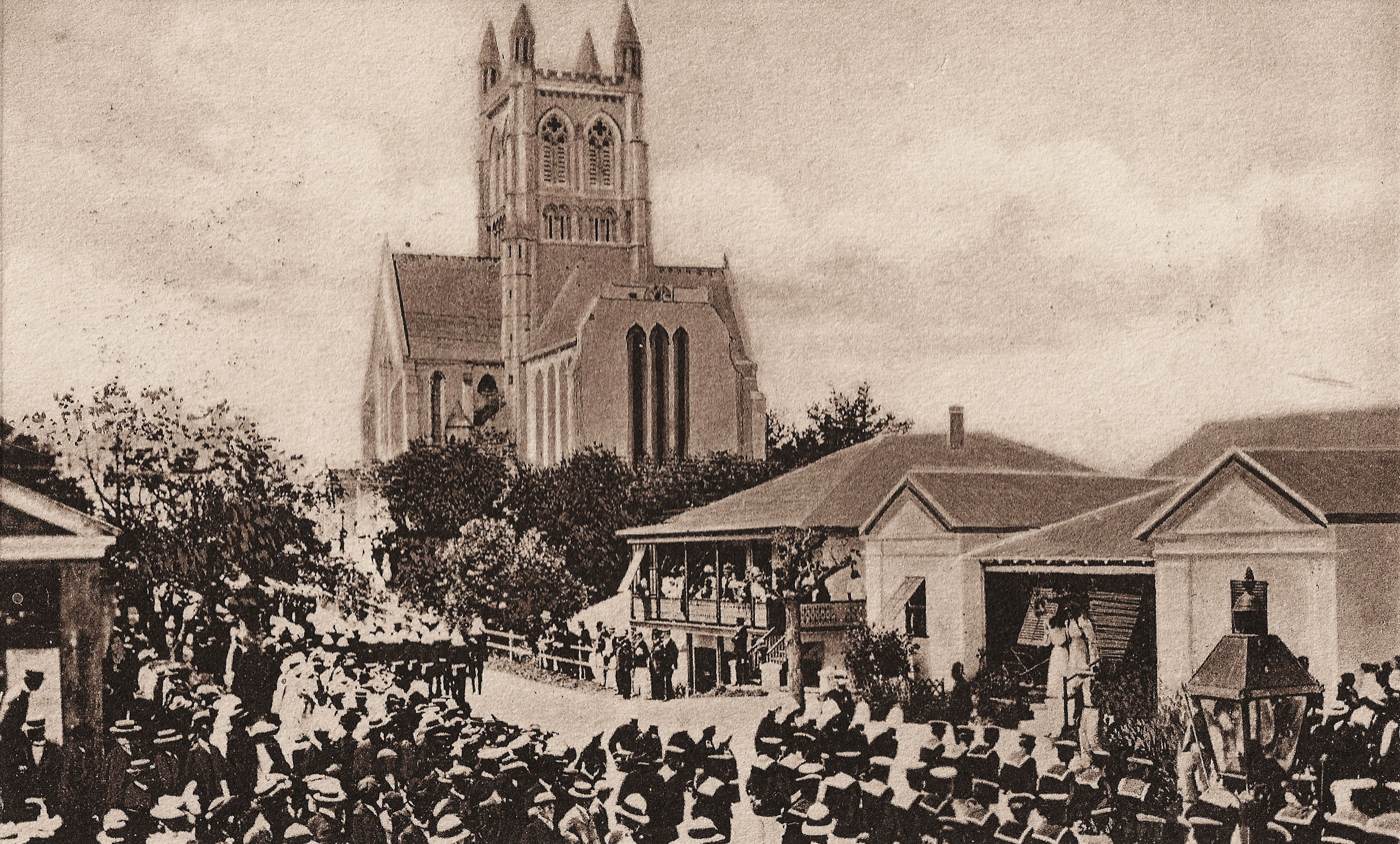
Um desfile de igreja da Marinha Real e do Exército Britânico em frente à catedral incompleta, por volta de 1900
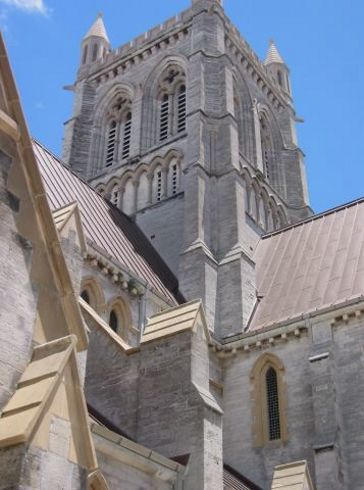
The [[Cathedral of the Most Holy Trinity, Bermuda|Catedral da Santíssima Trindade, que substituiu a original Igreja da Trindade destruída pelo fogo
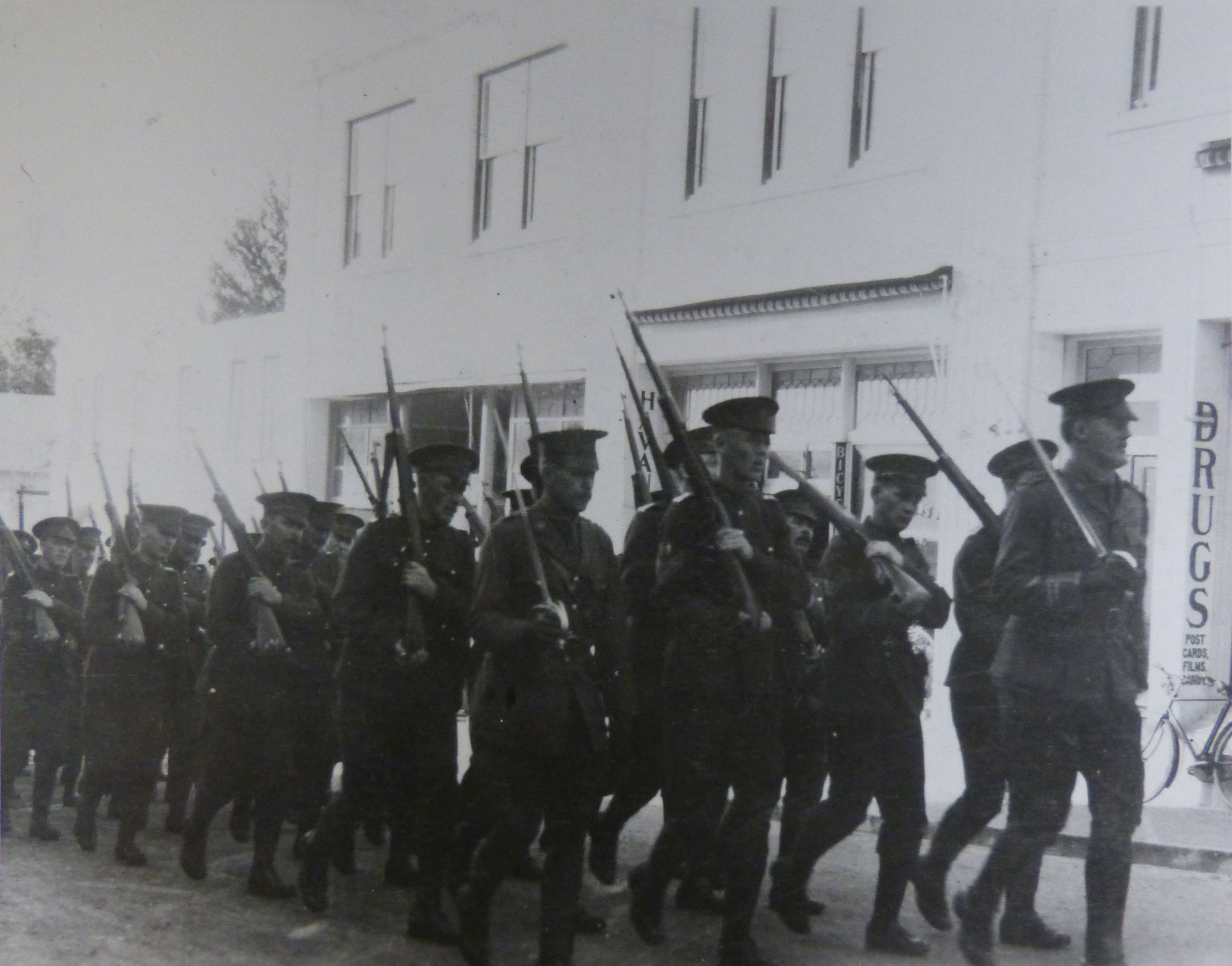
Soldados do 38º (Ottawa) Batalhão, Força Expedicionária Canadense marchando pela Queen Street em 1915.
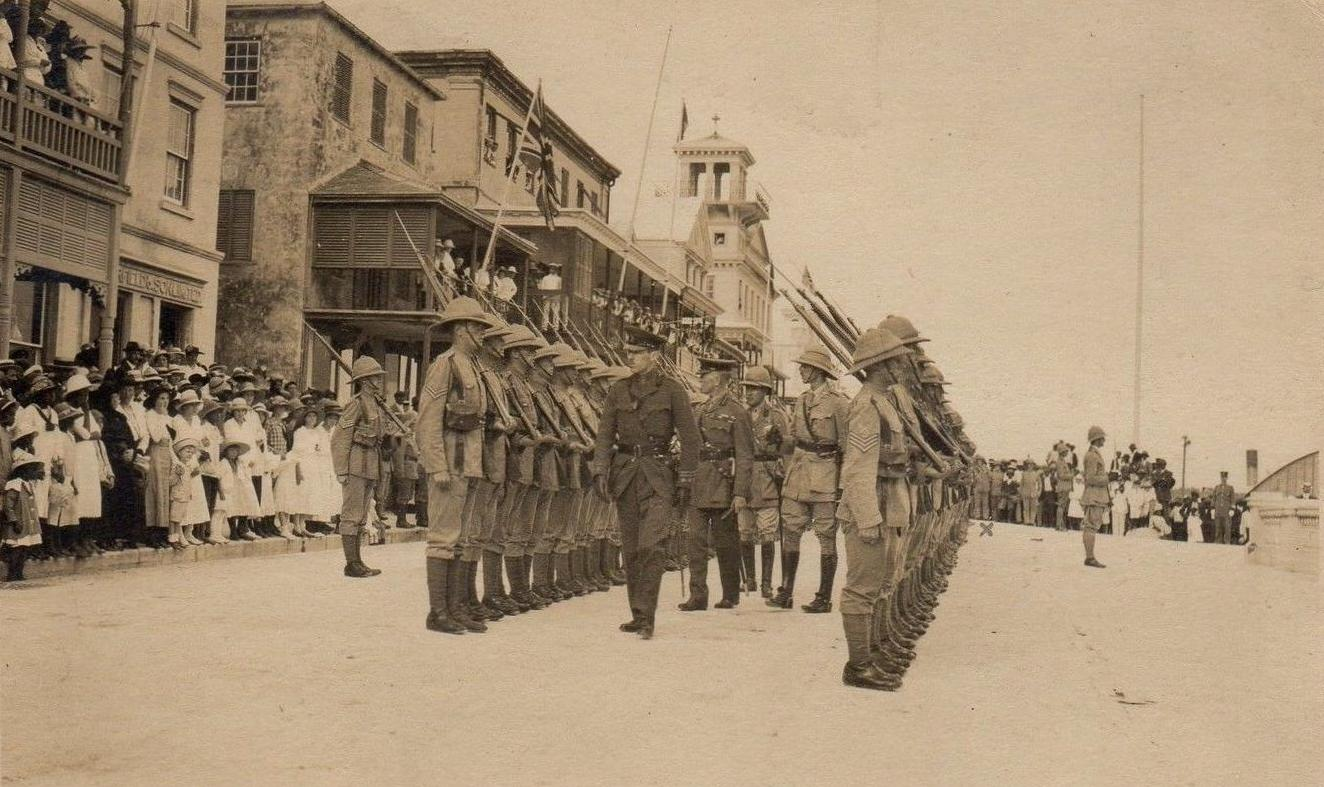
2/4º Batalhão de Guardas East Yorkshire Regiment em Front Street, inspecionado pelo General Sir James Willcocks em sua chegada para substituir o Tenente General Sir  George Mackworth Bullock como Governador e Comandante-em-Chefe das Bermudas em 1917.
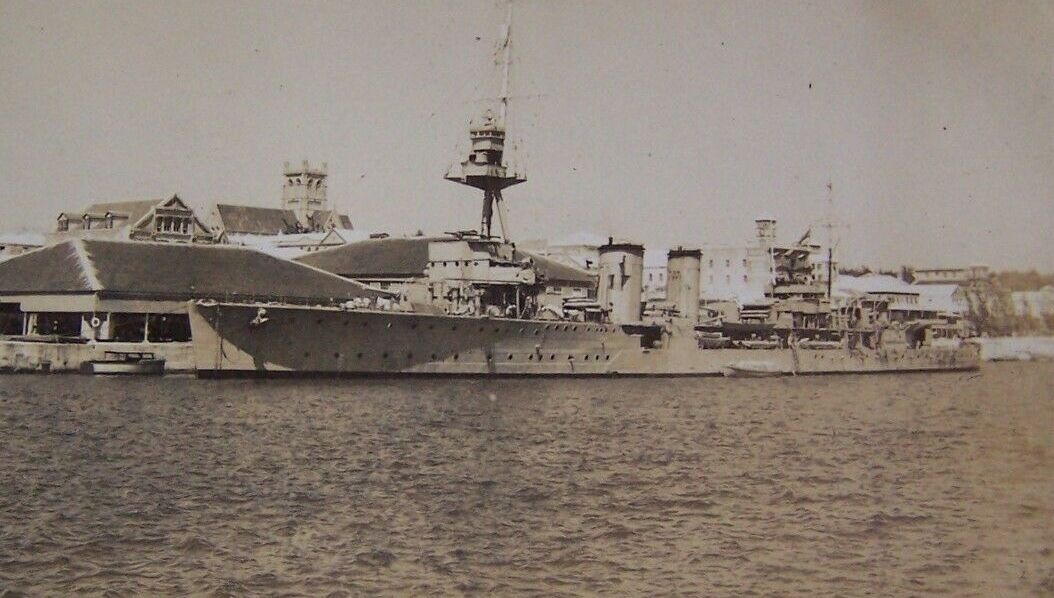
HMS Caradoc (D60) atracado na Front Street, por volta de 1928.
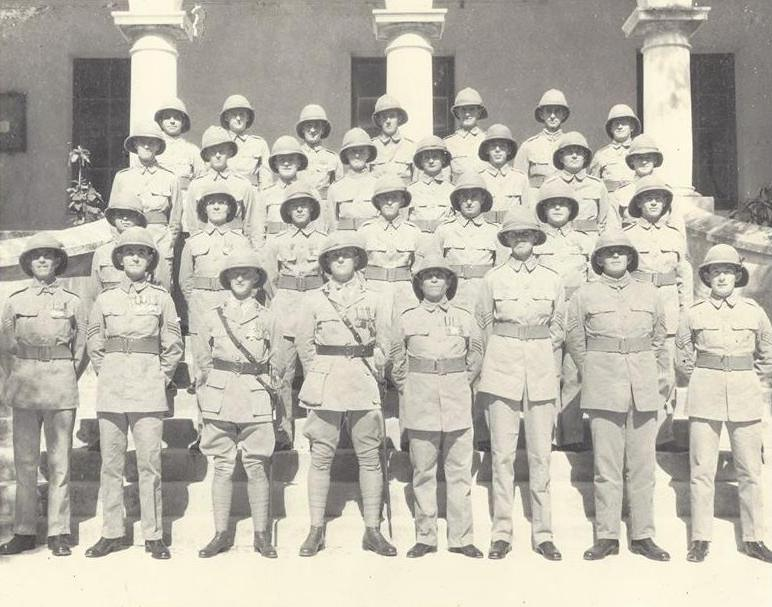
Engenheiros voluntários das Bermudas nos degraus do Masonic Hall na rua Reid em 1934.
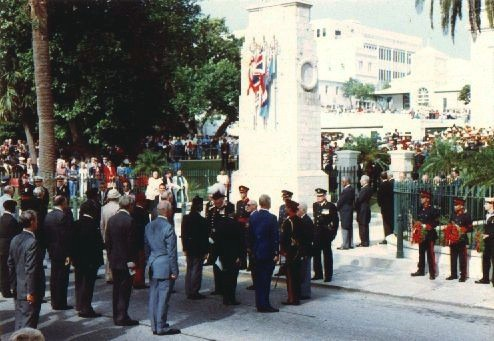
Bermuda Governor's Desfile do Dia da Lembrança, Veteranos de Guerra, Royal Navy, Royal Bermuda Regiment, Bermuda Police Service e outros serviços uniformizados no Cenotaph na Main Street.